# Die Mauern von Malapaga
Die Mauern von Malapaga ist ein Film des französischen Regisseurs René Clément aus dem Jahr 1949 im Stil des Neorealismus. Entstanden ist er in einer französisch-italienischen Koproduktion von Francinex und Italia Produzione. Produziert wurde der Film von Alfredo Guarini nach einem Drehbuch von Cesare Zavattini, Suso Cecchi D’Amico und Alfredo Guarini. In der DDR wurde er unter dem Titel Aufenthalt in Genua veröffentlicht.

## Handlung
Pierre Arrignon ist mit einem Boot auf der Flucht, weil er in Frankreich wegen Totschlags an seiner Geliebten gesucht wird. Es gelingt ihm, sich als blinder Passagier auf einem Frachter einzuschleichen, der jedoch nicht, wie er hofft, auf dem Weg nach Südamerika ist, sondern in Genua anlegt. Ein junges Mädchen hilft ihm bei der Suche nach einem Arzt. Wenig später lernt er ihre Mutter Marta kennen. Marta nimmt ihn mit zu sich nach Hause, die beiden verlieben sich, und das junge Mädchen reagiert mit Eifersucht. Mittlerweile ist ihm die italienische Polizei auf der Spur und stellt ihm eine Falle.

## Deutsche Fassung
In der deutschen synchronisierten Fassung heißen Mutter und Tochter nicht Marta und Cecchina, sondern Malin und Janine.

## Kritik
„Der mit großem Einfühlungsvermögen inszenierte neoveristische Film läßt das Paar Gabin/Miranda fernab von ihren Schablonen spielen. Die innere Spannung des Buches ist vollkommen geglückt umgesetzt.“

## Auszeichnungen
Er gewann den Oscar für den besten fremdsprachigen Film und sowohl Clément als auch Miranda gewannen Auszeichnungen bei den Festspielen von Cannes 1949 für die beste Regie und als beste Darstellerin.